# Kim Quy

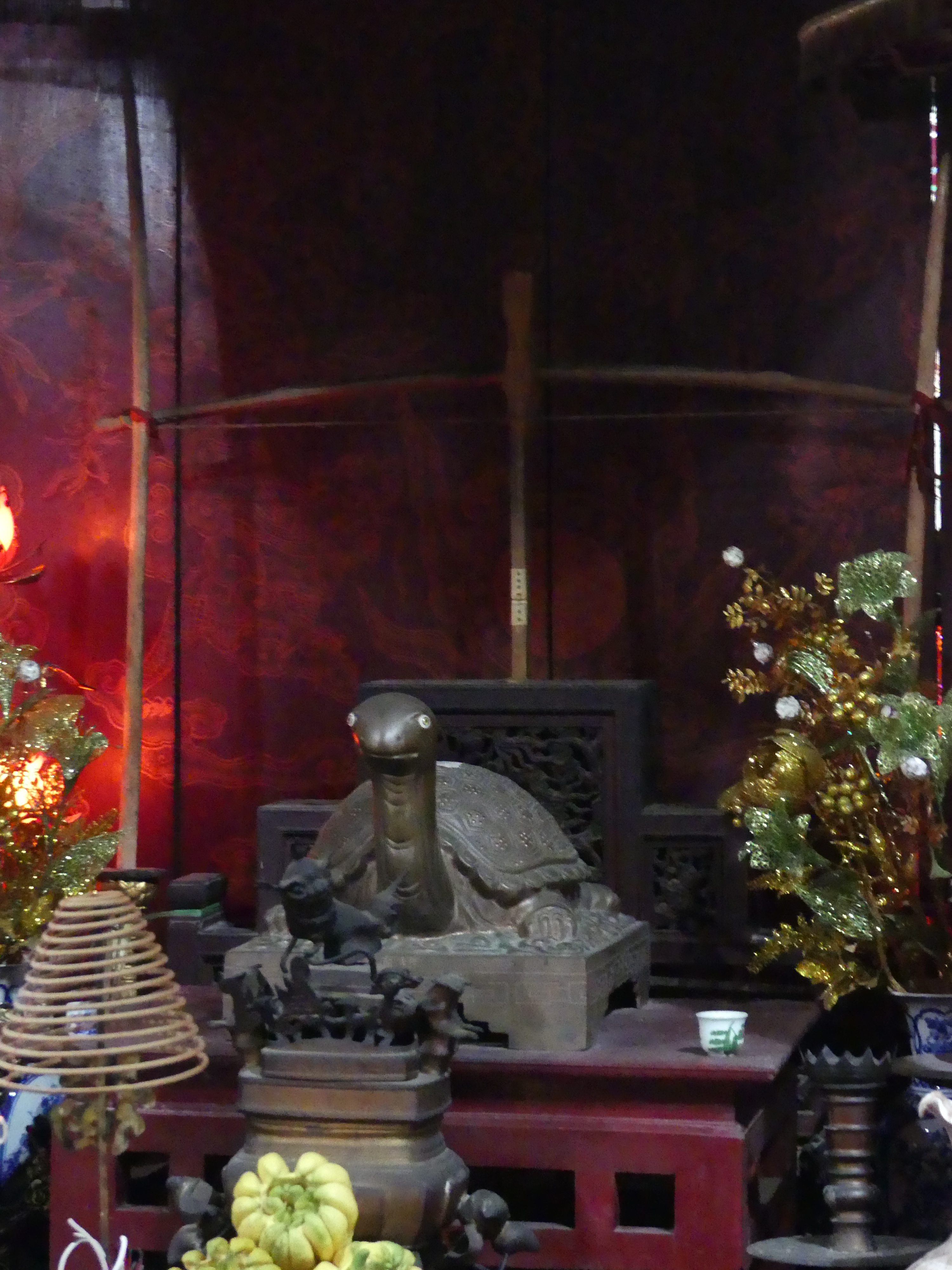
Estatua de Thanh Giang sứ giả en el templo de An Dương Vương.

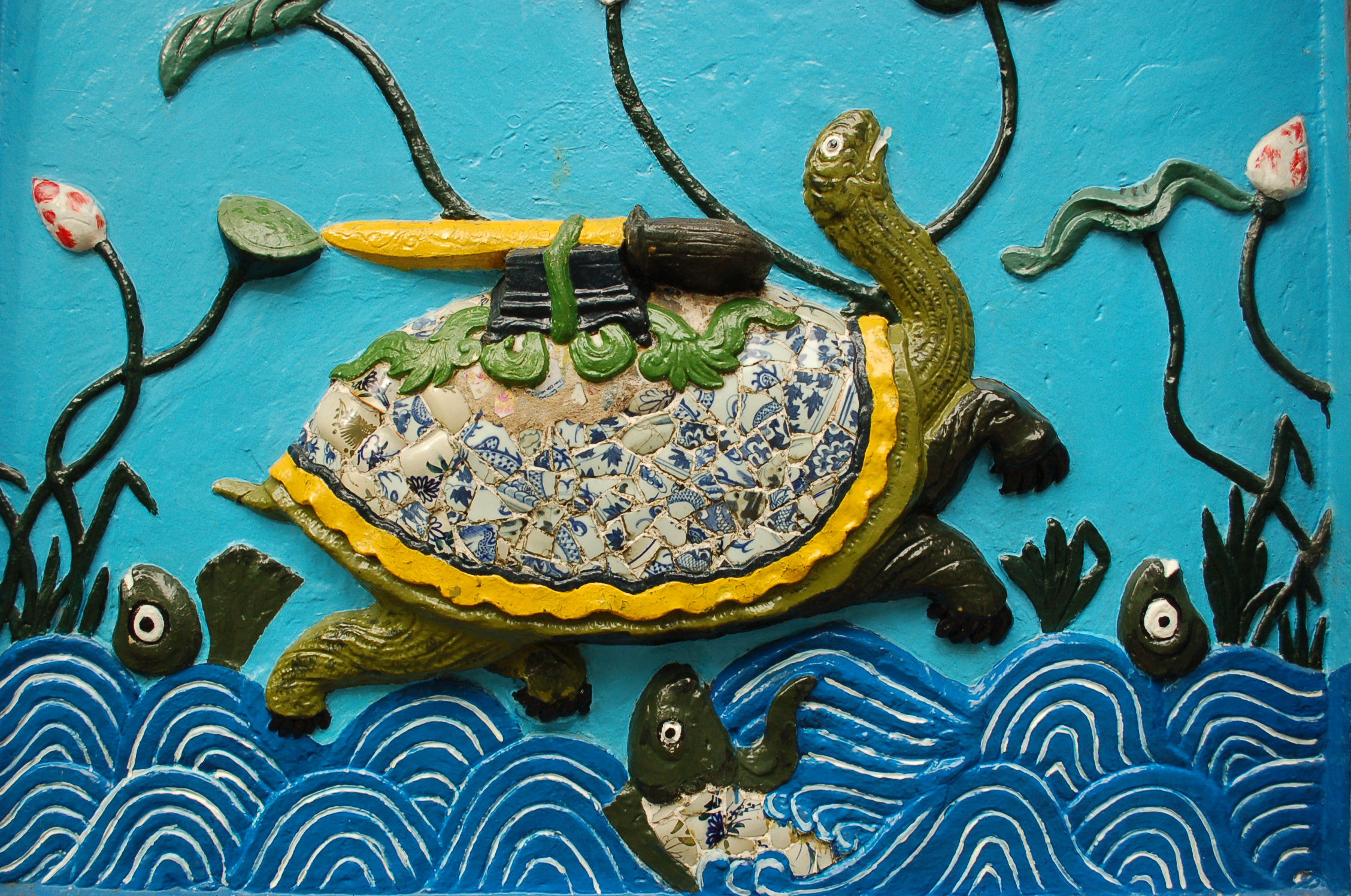
Representación de la leyenda de Kim Quy y la Espada Recuperada en un mural de cerámica del templo de Hoan Kiem.

Kim Quy (chữ Hán: 金龜, "Tortuga de oro"), también escrito Kim Qui o Thanh Giang sứ giả (清江使者) es un mítico dios tortuga dorada que forma parte de varias leyendas vietnamitas.
Según una de las leyendas, Kim Quy aparece ante el antiguo gobernante vietnamita An Dương Vương (m. 179 a. C.) y le regala una de sus garras de oro como gatillo de una ballesta mágica con la que An Dương Vương podía matar a 300 enemigos de un solo disparo. Con ella consigue proteger el reino. No obstante, tiempo después la hija de An Dương Vương se casa con el hijo de su enemigo y revela el secreto de la ballesta. El marido cambia el gatillo a escondidas para que la ballesta deje de tener poderes mágicos, y cuando su padre ataca, An Dương Vương se ve obligado a huir con su hija. Huyen lejos hacia el sur, pero An Dương Vương siempre tiene la sensación de que el enemigo esta justo detrás de él. Kim Quy se le presenta y le dice que su propia hija, montada en el caballo detrás de él, es su enemiga. An Dương Vương ejecuta a su hija por traidora y luego se suicida ahogándose en el océano.
En otra leyenda, Kim Quy se muestra ante el emperador vietnamita Lê Lợi (r.1428-1435) en el lago de Agua Verde, en la actual Hanói. Lê Lợi encabezó el levantamiento de Lam Sơn contra la dinastía Ming, que ocupaba Vietnam. Según la leyenda, el Rey Dragón (Long Vương), un dios local, habría ayudado a Lê Lợi con la espada mágica Thuận Thiên ("Voluntad del Cielo"), con la que Lê Lợi pudo expulsar a los chinos y establecer la dinastía Lê posterior. Tras su victoria, Kim Quy se le presenta a Lê Lợi desde fuera del lago para que le devuelva la espada para regresarla al Rey Dragón. El emperador entrega la espada y Kim Quy desaparece en el lago, que desde entonces recibe el nombre de Lago Hoàn Kiếm ("Lago de la Espada Devuelta"). El lago fue, hasta hace poco tiempo, el hogar de la tortuga Hoan Kiem, pero la última murió a finales de 2015 o principios de 2016. La Torre de la Tortuga, ubicada en un islote del lago, conmemora la leyenda.